# Vereniging Groninger Monument Eigenaren
De Vereniging Groninger Monument Eigenaren (afkorting: VGME) is een vereniging die zich richt op de collectieve belangenbehartiging van eigenaren van het erfgoed in de provincie Groningen en net daarbuiten. Hierbij gaat het in het bijzonder om de belangen rond schade aan erfgoed dat zij in eigendom hebben, die is ontstaan door de bodemdaling en aardbevingen als gevolg van de aardgaswinning in het Groningenveld.
Door deze focus onderscheidt het zich zowel van belangenorganisaties rond gaswinning, zoals de Groninger Bodem Beweging, Schokkend Groningen als van andere organisaties die zich richten op cultureel erfgoed in Groningen. De VGME is op 21 april 2017 opgericht en houdt kantoor in Pakhuis Libau (Groningen).

## Aanleiding
De gaswinning in Groningen heeft door de aardbevingen allerhande schade aan gebouwen aangericht. Wat het erfgoed betreft zijn vrijwel alle gebouwen beschadigd. Voor de reguliere afhandeling en vergoeding van de schade zijn diverse regelingen in het leven geroepen, waarbij het ministerie van Economische Zaken en Klimaat een leidende rol speelt. Voor monumentaal erfgoed is er ook een rol weggelegd voor de Rijksdienst voor het Cultureel Erfgoed van het ministerie van Onderwijs, Cultuur en Wetenschap. Vanwege het maatschappelijk belang van cultureel erfgoed hebben rijksmonumenten, gemeentelijke monumenten, beeldbepalende en karakteristieke panden in de provincie een aparte status gekregen bij de afhandeling van schade. Door de kwetsbaarheid van deze bebouwing is het schadepatroon vaak anders en het herstel omvangrijker. Herstel en versteviging van monumenten staat echter op gespannen voet met het behoud van de monumentale waarden van het Groninger Erfgoed, voor zover herstel en versteviging nog mogelijk is. Hierdoor staat de ruimtelijke identiteit van Groningen onder druk.
In reactie op de aantasting van het culturele erfgoed zijn diverse plannen ontwikkeld en programma's opgezet. De VGME heeft zich daarbij gepositioneerd als de collectieve belangenbehartiger voor eigenaren van het erfgoed. Ook betrokken is The Blue Shield, een internationale NGO die helpt bij de bescherming van de bedreigde eeuwenoude Groninger Kerken.

## Oprichting
Formeel werd de VGME op 21 maart 2017 opgericht, op initiatief van enkele monumenten-eigenaren, gefaciliteerd door de monumentenwacht. Naast de Groninger Monumentenwacht ondersteunden ook Erfgoedvereniging Heemschut, Libau Welstands- en monumentenzorg en de vereniging Bewoond Bewaard de oprichting.
De oprichting kwam voort uit onvrede over de afhandeling van de aardbevingsschade, die als zeer traag werd ervaren en werd bemoeilijkt door de regelgeving waar een monument-eigenaar zich aan moet houden. De NAM en het Centrum Veilig Wonen hadden naar hun idee te weinig kennis over monumenten en beeldbepalende panden en de oprichters vonden dat de eigenaren van monumenten de regie in eigen handen moesten nemen.

## Organisatie
De vereniging kent naast het bestuur, een raad van advies en diverse commissies onder meer voor juridische en bouwkundige zaken. In de raad van advies (opgericht in 2020) zitten enkele prominenten, waaronder de directeuren van Stichting Oude Groninger Kerken en Het Groninger Landschap en de aan de TU Delft verbonden restauratie-expert Paul Meurs.
De vereniging is als lid van het klankbord van het Erfgoedprogramma van de Nationaal Coördinator Groningen direct betrokken bij de uitvoering van dit programma.
De vereniging kent naast leden – allen in het bezit van een rijksmonument, gemeentelijke monument, beeldbepalend of karakteristiek pand – donateurs. Deze kunnen onderling kennis en ervaring uitwisselen en er worden voor hen voorlichtingsbijeenkomsten en excursies georganiseerd.

## Activiteiten

### Kamervragen over Erfgoedloket
Naar aanleiding van persberichten, waarin de VGME opriep om het herstel van het Gronings erfgoed over te laten aan deskundigen, vroeg Carla Dik-Faber (CU) via Kamervragen aan de minister van Economische Zaken en Klimaat (EZK) opheldering over de vertraging en het gebrek aan kennis bij herstel van schade en versterking van monumentaal erfgoed. Minister Henk Kamp van EZK gaf aan bereid te zijn om onafhankelijke kennis en ervaring in te zetten bij het behoud van monumentaal erfgoed, zoals was voorgesteld door de VGME, waarna de Nationaal Coördinator Groningen in gesprek ging met de VGME.
Medio juni 2017 stelde ook Sandra Beckerman (SP) kamervragen aan minister Kamp na een brief van de VGME. Beckerman vroeg om duidelijkheid over het budget voor de instelling van een Erfgoedloket. Uiteindelijk is dit erfgoedloket er gekomen.

### Verzoek aan gemeenten over beeldbepalende en karakteristieke panden
Beeldbepalende en karakteristieke panden hebben geen beschermingstatus als monument, maar kunnen gemeenten middels het bestemmingsplan als zodanig worden aangewezen waarna er regels gelden in geval van sloop. Hoewel deze regels per gemeente verschillen, zijn wel een aantal uitgangspunten vastgelegd. Het uitgangspunt bij beeldbepalende gebouwen is om het gebouw, of onderdelen daarvan, te behouden; bij karakteristieke gebouwen dient bij sloop het gebouw te worden herbouwd passend binnen de bestaande structuur of plek.
In 2017 riep de Nationaal Coordinator Groningen de gemeenten op om de beeldbepalende en karakteristieke panden te inventariseren. Omdat de gemeenten volgens de VGME zo traag reageerden dat deze panden met sloop bedreigd werden startte de VGME een omvangrijke lobby bij de betreffende gemeenten.

### Steun bij krakersactie "Gronings Hoop"
Nadat de NAM een karakteristiek pand had opgekocht om deze te kunnen slopen in plaats van de schade te herstellen, werd deze historische boerderij gekraakt. De krakers gaven aan dit zonde te vinden en waren bereid het pand over te nemen, doch de NAM wilde het stel uit de woning zetten. De VGME ging achter het krakersstel staan en creëerde media-aandacht, met uiteindelijk doel om het karakteristieke pand voor sloop te behoeden. Uiteindelijk ging de NAM overstag en werd het pand opgeknapt in plaats van gesloopt.

### Voorstel aan ministers voor alternatief schadeprotocol
Op 31 januari 2018, kort na de beving in Zeerijp, werd een nieuw schadeprotocol voor de afhandeling van aardbevingsschade gepresenteerd. Omdat monumentale, karakteristieke en beeldbepalende panden daarin weinig aandacht kregen stuurde de VGME een brandbrief naar minister Ingrid van Engelshoven. In maart kwam 15 miljoen euro extra beschikbaar voor de bescherming van het culturele erfgoed in Groningen..
Uit een evaluatie van het nieuwe schadeprotocol in 2018 VGME-leden bleek dat de betrokken instanties, met uitzondering van het Erfgoedloket Groningen, allen een zware onvoldoende scoorden. De VGME
concludeerde dat de situatie verslechterd was vanwege een toenemend bureaucratisch moeras.
In 2019 pleitte de VGME bij ministers Van Engelshoven en Eric Wiebes voor een alternatieve integrale aanpak voor schadeafhandeling bij erfgoed en de één-loket-gedachte voor de financiële afhandeling van de schade, herstel en renovatie. Na gesprekken van de provincie Groningen, het ministerie van OCW en de VGME werd besloten dat de VGME een verkennend onderzoek zou uitvoeren, waar op basis van de uitkomst al dan niet een pilot-project zal worden gestart om de door de VGME voorgestelde alternatieve aanpak in te voeren. Het verkennend onderzoek vond in 2020 plaats, het pilot-project werd gepland voor 2021.